# هاكون لاي
هاكون لاي (بالنرويجية البوكمول: Haakon Lie)‏ هو كاتب للأطفال وكاتب ومؤلف وشاعر نرويجي، ولد في 29 فبراير 1884 في فيرسدال في النرويج، وتوفي في 18 يناير 1970 في ليلهامر في النرويج.